# 愛知県道35号岡崎設楽線

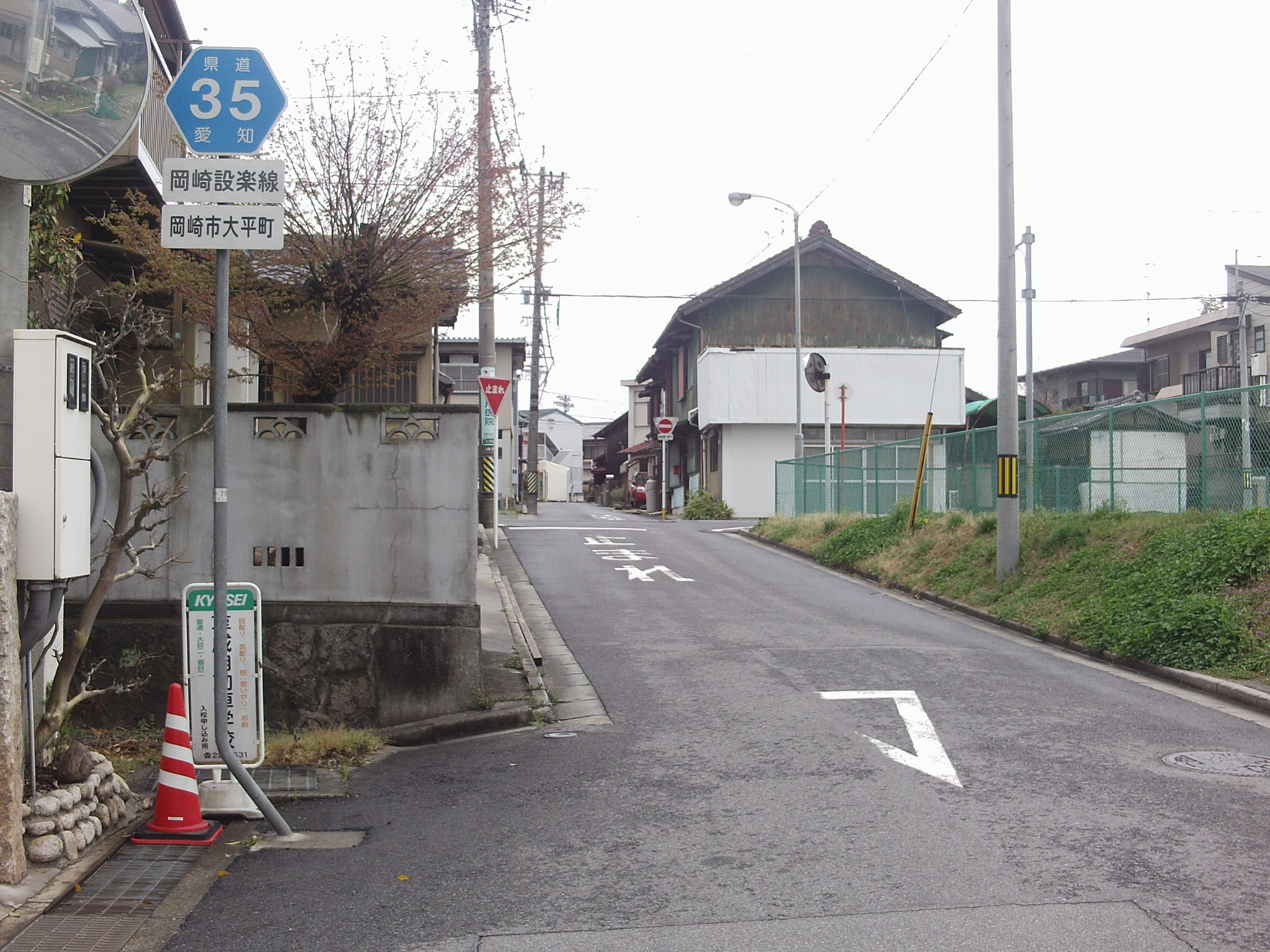
岡崎市大平町の起点。直後に自動車･原付は車両進入禁止規制がある。

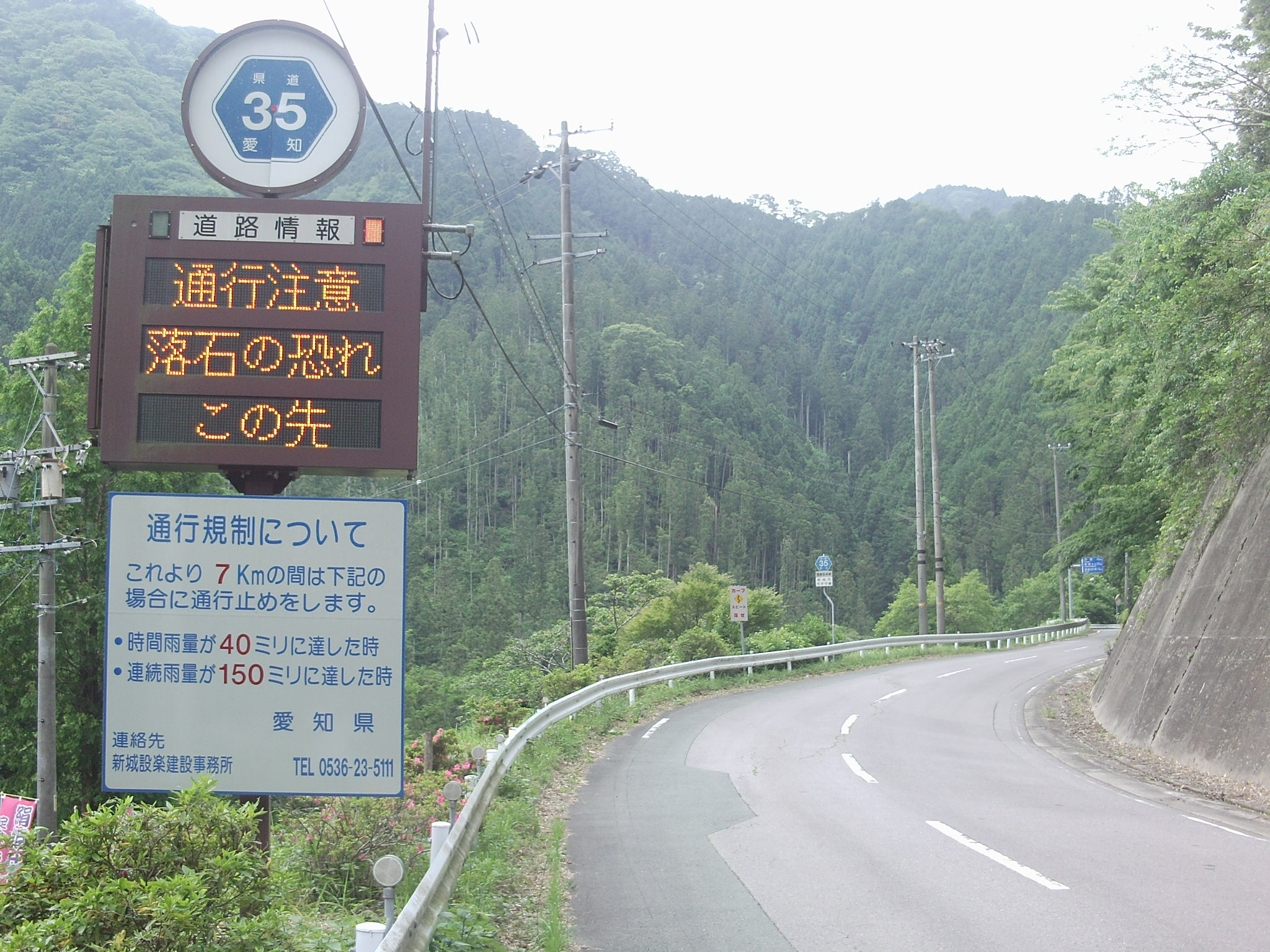
終点側から。県道単独区間はここまで。国道420号･国道473号と重複しつつ設楽町に至る。

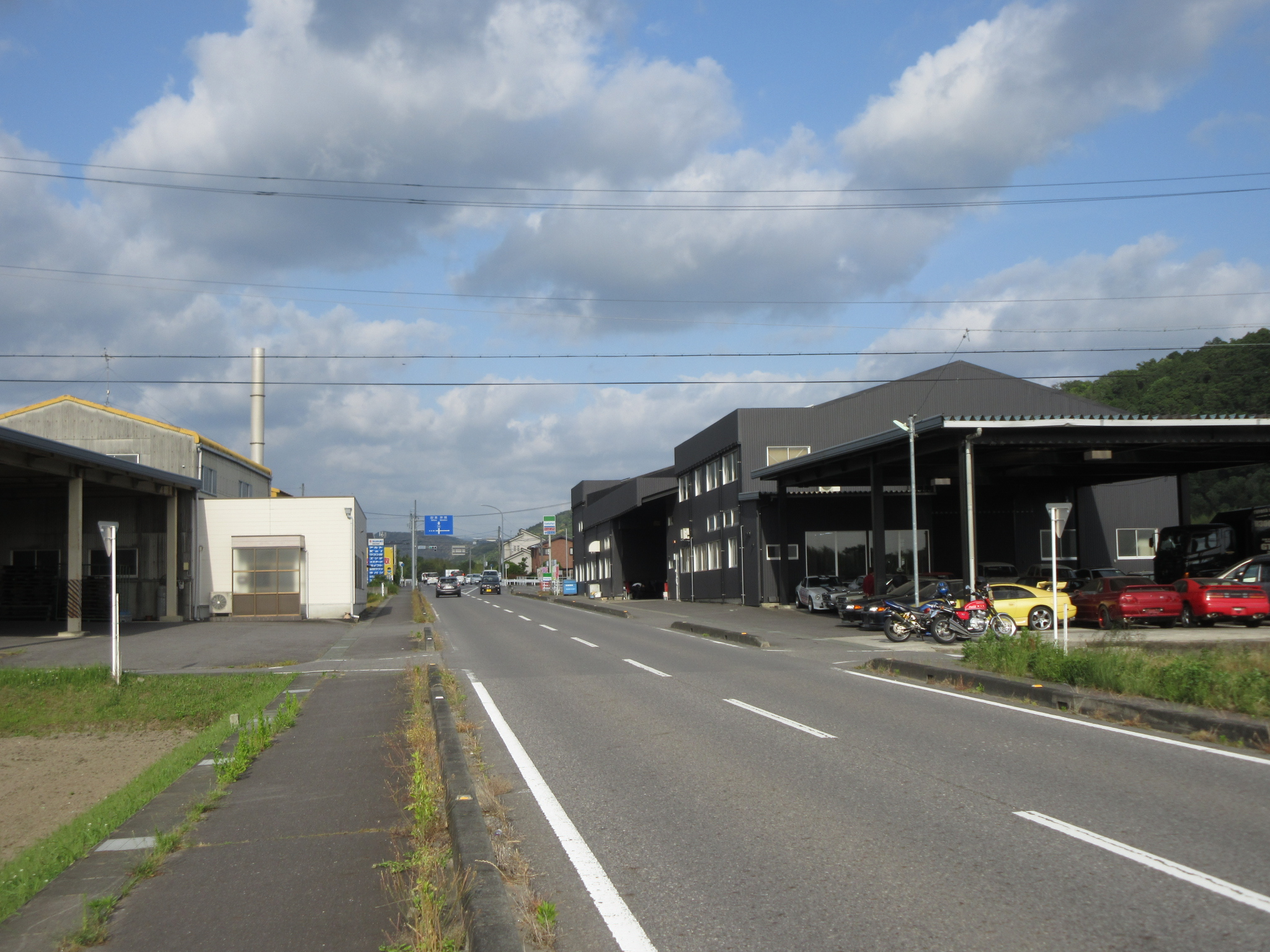
岡崎市小美町。

愛知県道35号岡崎設楽線（あいちけんどう35ごう おかざきしたらせん）は、愛知県岡崎市から愛知県北設楽郡設楽町に至る主要地方道である。

## 概要

### 路線データ
- 起点：愛知県岡崎市（大平町交差点：国道1号交点）
- 終点：愛知県北設楽郡設楽町（国道257号交点）

## 歴史
- 1956年（昭和31年）4月14日：認定

## 路線状況

### 通称
- 作手街道（岡崎市、設楽町）

### 重複区間
- 愛知県道335号南大須鴨田線
- 国道473号旧重複区間
- 国道301号

### 交通規制
男川保育園前交差点で、黄色の点滅信号並びに徐行の規制標示がある。通行する車両は信号機による交通整理に従わなければならない。

## 地理

### 通過する自治体
- 愛知県
岡崎市 - 新城市 - 北設楽郡設楽町

### 交差する道路
- 国道1号（大平町交差点）
  - 起点から約100m進んだ旧東海道交差点以東、男川小前までの約100m（大平町字出口地内）は自動車・原付は車両進入禁止（起点方面のみの一方通行規制）、および更に約300m進んだ大平支所南交差点は直進不可（左折のみ）のため35号方向へ進行不可
- 伝馬通り（岡崎市道伝馬町線、大平支所南交差点：35号は終点方から起点方面のみ進行可）
- 岡崎市道丸山町12号線・26号線（同：国道1号美川交番交差点に接続、当県道の代用ルート）
  - 同交差点から丸山町字アラ田の市道東名側道36号線交点までの約500mも当県道に認定
- 愛知県道37号岡崎作手清岳線：男川せせらぎ道（茅原沢町交差点）
- 愛知県道335号南大須鴨田線（岡崎市須淵町字寺地 - 字上切で重複）
- 愛知県道336号蘭鍛埜線（岡崎市鍛埜町字向田）
- 国道473号（旧愛知県道36号阿蔵本宿線。岡崎市桜形町一本柿）
- 国道301号（岡崎市切山町下一色平 - 新城市作手田原(田原交差点)で重複）
- 愛知県道333号切山夏山線（岡崎市切山町字上一色平）
- 愛知県道363号作手善夫大沼線（新城市作手善夫字カシノキ）
- 愛知県道337号作手菅沼平瀬線（新城市作手菅沼字経蔵）
- 国道420号・国道473号（新城市作手守義沢戸日向 - 設楽町田峯終点まで重複）
- 愛知県道365号田峯三都橋線（設楽町三都橋字向田：国道重複区間）
- 国道257号（設楽町田峯字鷹野：大輪橋北詰）

### 沿線
- 乙川（岡崎市内の全区間を並行）
- 岡崎市立男川小学校
- 岡崎市役所大平支所
- 男川保育園
- 阿弥陀寺
- 妙見閣
- 長徳寺
- 宗徳寺
- 岡崎中央総合公園
- 河合郵便局
- 岡崎市立河合中学校
- 男川
- 鏡山神社
- 須佐之男神社（岡崎市秦梨町）
- 福正寺
- 岡崎市立秦梨保育園
- 老人ホームかわいの里
- 友久八幡宮
- 一向寺
- 岡崎市立秦梨小学校
- 東照寺
- 神明社
- 岡崎少年自然の家
- 正蔵寺
- 素盛鳴神社
- キョウセイ交通大学
- 正立寺
- 八幡宮
- 須佐之男神社（岡崎市鍛埜町）
- 大空寺
- 岡崎市消防本部形埜出張所
- 麻生古城
- 麻生城
- 阿弥陀寺（岡崎市桜形町）
- 桜形細野霊水
- 岡崎市立形埜小学校
- 愛知県警察桜形駐在所
- 岡崎市立形埜保育園
- 広祥院
- 日近城
- 毛呂川（日興橋）
- かおれ渓谷
- 薬玉神社
- デンソー額田テストコース
- 大法味浄水場
- 巴山
- つくで高原農場
- 半田市野外活動センター
- 新城市立菅守小学校（2013年3月31日閉校）
- 鳴沢の滝
- 当貝津川：豊川（寒狭川）の支流。鳴沢橋から大輪橋まで国道重複区間を並行

### バス路線
- 名鉄バス：東岡崎 - 桜形